# チェンバースレコーズ
チェンバースレコーズ (Chambers Records)は、日本のアニソン、声優系のレーベルである。

## 概要
これまで、主に、生天目仁美、佐藤利奈、片霧烈火のラジオCD、アルバムをリリースしている。その他、ドラマCD、サウンドトラック、複数の声優によるコンピレーションアルバム等をリリースしている。